# Revel-Tourdan
Revel-Tourdan és un municipi francès situat al departament de la Isèra i la regió d'Alvèrnia-Roine-Alps. Antigament formava part del Delfinat.
Està agermanat amb el poble anoienc de Sant Martí de Tous.